# Гусейн Али-хан
Гусейн Али-хан (перс. حسینعلی خان‎, ? — 9 ноября 1783) — четвёртый хан Эриванского ханства (1759/1760—1783), брат предыдущего Гасан-Али хана.

## История
Прошлый хан Гасан-Али был ослеплён по приказу Надир шаха, правивший четыре года, умер в начале 1759 года, его сменил брат — Гусейн Али-хан.
Во внутренней политике Гусейн Али-хан сосредоточил внимание на экономическом укреплении ханства, а во внешней политике проводил политику достижения полной независимости Еревана и жизни в мире с соседними ханствами.

### Отношения с народами Дагестана
В августе 1760 года дагестанские войска двинулись на Эривань. Гусейн Али-хан направил против них войско, и в состоявшейся битве дагестанцы, потерпев поражение, отступили. Однако, получившие дополнительную помощь, они дошли до реки Аракс. Когда дагестанские войска возвращались после окончания грабежей, на них внезапно напали картлийско-кахетинские войска и разгромили их. Это событие ещё больше усилило влияние Картли-Кахетинского царства на Эриванское ханство.

### Отношения сКартли-Кахетинским царством
Во время правления Гусейн Али-хана границы Эриванского ханства ещё больше расширились и включили Шарурский магал (нынешняя Ширакская область Армении). На основании «Грузинских источников» Меликсет-Бека, автор А. Р. Григорян пишет:
— «В 1779 году грузинский князь Ираклий II напал на Эриванское ханство, занял Шурар и подчинил себе его правителя султана Кахрамана». После этой оккупации вопрос освобождения Шурара и его возвращения в состав Эриванского ханства всегда был в центре внимания внешней политики ханства.
Ираклий II последовательно совершал военные походы на Эреванское ханство в 1759, 1762—1765, 1778—1779 годах. Гусейн-Али хан, знавший симпатии армян к Ираклию II, после ухода грузинского войска решил наказать их.
Егор Хубов, ставший свидетелем этого события, так описал гнев хана по отношению к армянам в своих мемуарах:
— «Участь тех (армян), которые остались в Эреванской крепости, была плачевной. Тридцать из них были сурово наказаны Гусейнали-ханом. Их имущество было разграблено, а один армянин был обвинен в измене и убит. Патриарх Симон очень разозлился, видя участь своего народа. Он просил прощения у этих несчастных. Хан выполнил его просьбу и заменил наказание штрафом».
Большую часть штрафа заплатил сам патриарх Симон, некоторые стали подозревать самого патриарха в измене. Согласно архивным материалам, шесть монахов Эчмиадзинского монастыря были убиты по приказу Гусейн-Али хана. Информацию этого источника подтверждает и П. Бутков, он писал:
— «В то же время, поскольку территория ханства была сильно разрушена Ираклием II, хан Эривани решил наказать Эчмиадзинскую церковь. Но поскольку всё имущество спрятано, хан напал и убил шестерых монахов. В 1759 году Эреванское ханство было вынуждено платить ежегодный налог в казну Ираклия II в результате этих опустошительных походов».
После того, как Карим-хан Зенд победил Фатх-Али хана Афшара, он начал преследовать Азад-хана. Избегая преследования, Азад-хан бежал в Казахский султанат. Заняв там позицию, Азад-хан намеревался получить помощь от Ираклия II. Однако в 1760 году он был захвачен Ираклием II и передан Карим-хану. В обмен на эту услугу Карим-хан Зенд некоторое время закрывал глаза на получение Картли-Кахетии компенсации от Эриванского ханства.
Однако, укрепив свою власть, Гусейн-Али хан отказался платить налоги. Это привело к нападению Ираклия II на Ереван с большой армией в 1765 году. Из-за малочисленности своих сил Гусейн-Алихан снова согласился на мирное предложение и стал платить дань. Но после того, как Ираклий II вывел свои войска из Еревана, Гусейн-Али снова отказался платить налоги. В 1769 году Ираклий II снова напал на Ереван, но потерпел поражение и отступил. Таким образом, военные походы Ираклия II на Эриванское ханство не принесли никаких результатов. Он не мог поставить ханство в зависимость от себя.
Смерть Карим-хана Зенда в 1779 году привела к дальнейшему обострению отношений. Ираклий II, воспользовавшись благоприятными условиями, снова потребовал налогов с Гусейн-Али хана, но тот отверг это. Тогда в сентябре 1779 года Ираклий II снова выступил на Эриванское ханство с 20-ю тысячным войском. Гусейнали-хан, опираясь на поддержку Карабахского и Хойского ханств, потребовал возвращения семей, переселённых в Грузию. При посредничестве Сулеймана-паши Ахалцихского между Гусейн-Али ханом и Ираклием II были начаты мирные переговоры. Намерение Ираклия II захватить Эриванское ханство беспокоило и других ханов. Например, в 1776 году Шекинский хан Мухаммед Хусейн-хан заявил в своём письме Османской империи, что если Ираклий II нападет на Эриванскую крепость, против него объединятся азербайджанские ханы и дагестанские судьи. Гусейн-Али хан, проводивший самостоятельную внешнюю политику, обратился к другим азербайджанским ханам и заявил, что не зависит от Ираклия II. Услышав об этом, Ираклий II побоясь ханов и был вынужден изменить своё отношение к Гусейн-Али хану.
В ноябре 1781 года между Эриванским ханством и Картли-Кахетинским царством был заключен мирный договор. По условиям заключённого договора Гусейн-Али хан обязывался платить Ираклию II подати в размере 30.000 туманов в год. Кроме того, хан Еревана должен был в случае необходимости помогать Ираклию II со своей армией, последующие ханы должны были быть одобрены грузинским царём. Со своей стороны Ираклий II обязался защищать Эриванское ханство от врагов. В результате договора часть оставшихся в живых заключённых из Грузии была возвращена.

### Отношение сдругими ханствами
Отношения Эриванского ханства с Карабахским ханством часто были нестабильными, так как карабахские ханы постоянно пытались укрепиться в Ереване. Тяжёлым положением Еревана воспользовался основатель Карабахского ханства Панах Али-хан, захватив земли, расположенные к востоку от Севана, вплоть до реки Тертер, и присоединил их к своему ханству. Большинство авторов «Гарабахнаме» утверждают, что Ибрагим Халил-хан взял под своё влияние Ереван вместе с другими территориями. Гусейн-Али хан смог улучшить отношения с Ибрагим Халил-ханом ближе к концу своей жизни.

## Смерть
Гусейн-Али хан умер 9 ноября 1783 года от болезни. По воле хана к власти пришёл его старший сын, 15-ти летний Гуламели-хан Каджар. Смерть Гусейна-Али обострила положение в ханстве. Ираклий II воспользовался случаем, чтобы отправить своего зятя из Багратионов с войском в Ереван. Но он, приближаясь к Еревану, услышал, что Гуламели-хан уже у власти, не стал продолжать нападение и вернулся.